# Laurentius Andreae
Laurentius Andreae auch Lars Anderson, Laurentius Andreä, (* um 1470 in Strängnäs; † 14. April 1552 ebenda) war ein schwedischer Theologe, Staatsmann und Reformator.

## Leben und Wirken
Laurentius Andreae besuchte die Schule in seinem Heimatort, studierte dann in Skara sowie Uppsala und wurde im Anschluss daran Kanoniker in Strängnäs. Weitere Universitätsaufenthalte führten ihn nach Leipzig, Rostock und Greifswald und er besuchte mehrfach Rom. 1520 wurde er Archidiakon des Bistums Strängnäs. Der dortige Diakon und Domschullehrer Olaus Petri, der 1518 in Wittenberg studiert hatte, machte ihn mit den Lehren Martin Luthers vertraut.
Als Gustav I. Wasa 1523 auf den Reichstag zu Strängnäs zum König gewählt wurde, rief er ihn am dortigen Dom zum König aus und wurde als dessen Sekretär mit der Einführung Martin Luthers Reformation in Schweden beauftragt. Dabei gestaltete er vorsichtig und konservativ die schwedische Kirche zu einer nationalen protestantischen Einrichtung um. Gemeinsam mit Olaus Petri übersetzte er ab 1526 das Neue Testament ins Schwedische, wobei sie Luthers Vorlage benutzten.

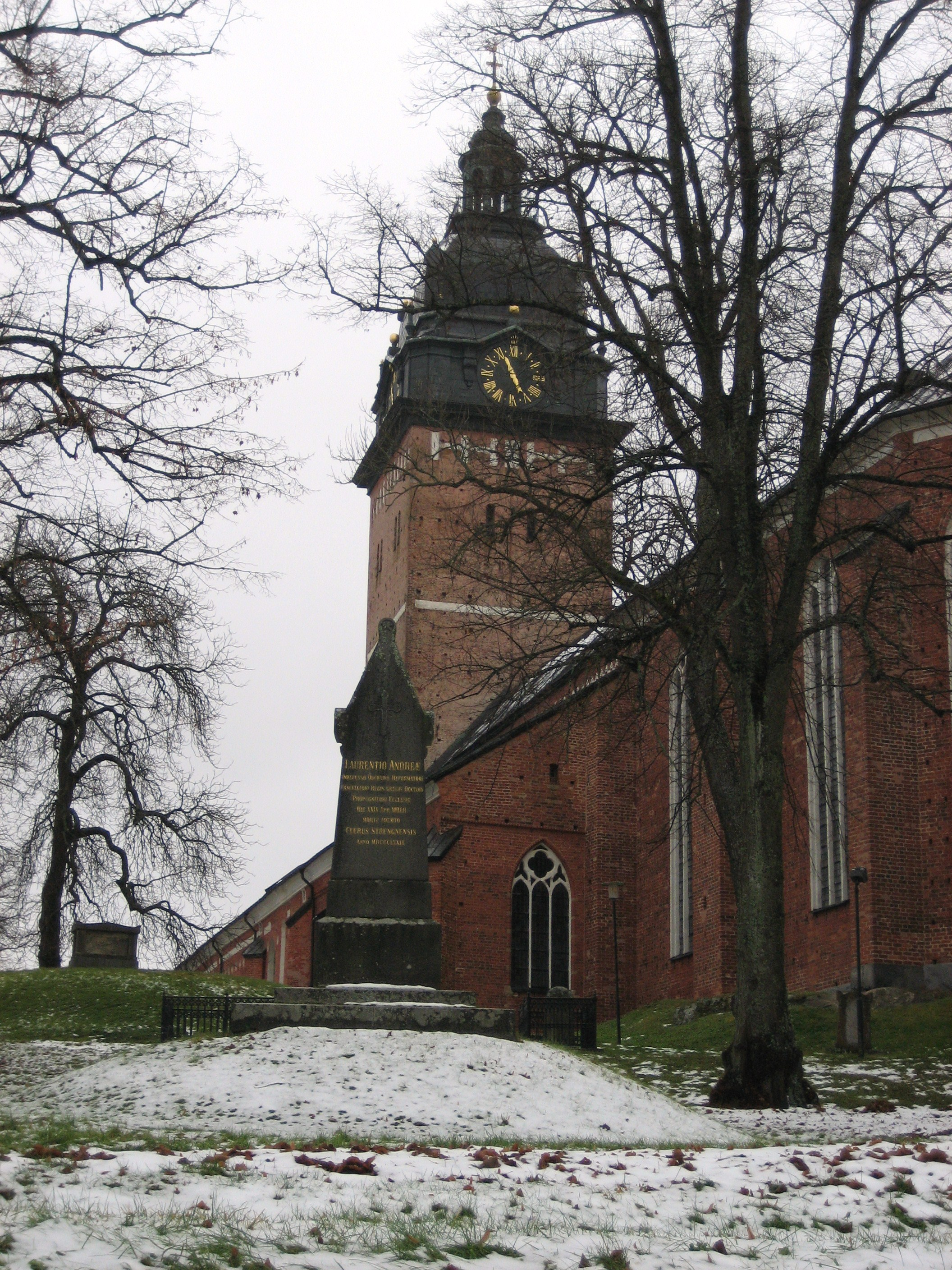
Grab von Laurentius Andreae in Strängnäs

Um 1530 traten Schwierigkeiten mit dem König auf, der keine Kritik duldete. Als Andreae größere Freiheiten für die Kirche verlangte, verstärkten sich die Differenzen. Nachdem der König das Bischofsamt abschaffen und eine Staatskirche einführen wollte, wurde Andreae 1538 seiner Position enthoben. Daraufhin zogen sich beide Reformatoren zurück, was sie jedoch vor weiteren Nachstellungen nicht schützte. 
Auf einem Landesverratsprozess in Örebro, wurden Andreae und Petri des Landesverrates angeklagt und am 2. Januar 1540 zum Tode verurteilt. Nach vielfacher Interventionen wandelte König Gustav I. das Urteil in eine Geldstrafe um.
Andreae zog sich daraufhin nach Strängnäs zurück. Einige Male wurde er noch wegen seines Sachverstandes vom König zu Rate gezogen. Seine Arbeiten an der Übersetzung der Bibel ins Schwedische führte er weiter, die 1541 als Gustav-Wasa-Bibel veröffentlicht wurde.
Zurückgezogen starb er 1552. Sein Grab ist auf dem Kirchhof des Doms zu Strängnäs erhalten.

## Werke
- Een kort underwisning om troona och godha gerningar, Stockholm 1528.
- Übersetzung des Alten Testamentes ins Schwedische, 1526
- Gustav-Wasa-Bibel, die gesamte schwedische Bibel, 1541